# 13178 Catalan
13178 Catalan este o planetă minoră (asteroid) din centura de asteroizi. A fost descoperită pe 18 aprilie 1996 la Observatorul European Austral de Eric Walter Elst și a fost numită după Eugène Charles Catalan. 
Obiectul prezintă o orbită caracterizată de o semiaxă mare de 3,132444 UAi, o excentricitate de 0,15, o înclinație de 3,42677 ° în raport cu ecliptica.